# O nouă viață
O nouă viață este prima telenovelă muzicală românească creată de Ruxandra Ion. A fost difuzată în perioada 2 februarie 2014 - 17 aprilie 2014 pe postul Acasă TV.
Spin-off al serialului de succes Pariu cu viața , O nouă viață continuă povestea familiei Anghel. Anca (Cristina Ciobănașu), in urma unui accident de motocicletă își pierde parțial memoria, amintirile ei oprindu-se înaintea începerii acțiunii din serialul Pariu cu viața. Andrei (Dorian Popa) este fratele ei, dar nu și-o amintește sub niciun chip pe Ioana (Alina Eremia) și nu știe cine este Vlad (Vlad Gherman).

## Distribuția

### Personaje principale
- Cristina Ciobănașu - Anca Anghel
- Vlad Gherman - Vlad Stanescu
- Alina Eremia - Ioana Anghel
- Dorian Popa - Andrei Popa
- Carmen Tănase - Mara Anghel
- Constantin Cotimanis - Traian Minea
- Bogdan Albulescu - Filip Mărculescu
- Marin Moraru - Silviu Crăciun

### Personaje secundare
- Ștefan Hitruc - Edi Mărculescu
- Alina Chivulescu - Amalia Barbu
- Elvira Deatcu - Tănțica Cercel
- Mihai Călin - Nae
- Alexia Talavutis - Monica Trofin
- Dima Trofim - Dima Trofin
- Sore Mihalache - Sara Năstase
- Rapha Tudor - Cristi Alexandrescu
- Adela Popescu - Raluca Dumitrescu
- Radu Vâlcan - Tudor Neacșu
- Răzvan Fodor - Robert Călin
- Miruna Mănescu - Vivi
- Miruna Iova - Lara
- Ion Ion - Vasile Popa
- Ana Baniciu - Dana Popovici
- Levent Sali - Rafael Cercel
- Gabriel Ciocan - Jenel Frumosu
- George Secioreanu - Pavarotti
- David Hences - David
- Sorana Păcuraru - Sorana
- Alexandra Năftănăilă - Sandra
- Bogdan Iancu - Mihăița
- Sara Poslusnic - Mia

## Episoade
| Sezon | Sezon | Episod | Premiera         | Premiera        |
| Sezon | Sezon | Episod | Premieră sezon   | Final sezon     |
| ----- | ----- | ------ | ---------------- | --------------- |
|       | 1     | 45     | 2 februarie 2014 | 17 aprilie 2014 |